# Llibre dels àngels
Il Llibre dels àngels (Libro degli angeli) è un'opera letteraria scritta da Francesc Eiximenis nell'anno 1392 in Valencia in catalano e dedicata a Pere d'Artés. Quest'era il Cancelliere dello Scacchiere della Corona d'Aragona e molto amico di Eiximenis. Il libro consta di duecento uno capitoli e si divide in cinque trattati.

## Informazione generale
Questo libro è un vero trattato di angelologia, in cui abbondano le riflessioni politiche. Fu forse il libro di Eiximenis che ebbe più di successo, poiché fue tradotto al latino (è l'unica opera di Eiximenis tradotta a questa lingua), allo spagnolo, al francese, e ancora all'olandese (possibilmente fu l'unico libro catalano medievale tradotto a questa lingua).
Una dell'edizione incunabola francesa fue d'altra parte il primo libro stampato nella città svizzera di Ginevra. Si potrebbe affermare, infine, che di questa materia Eiximenis dovrebbe avere trattato nel libro Huitè (volume ottavo) del suo progetto enciclopedico Lo Crestià. Questo libro dovrebbe avere trattato su l'ordine e la gerarchia, che si manifestano in stamenti. Eiximenis considera gli angeli come uno di questi stamenti, secondo la mentalità teologica medievale, che si può vedere nei famosi Quattuor libri sententiarum [Quattro libri delle sentenze] di Pietro Lombardo. Il secondo libro di queste Sentenze parla degli angeli. Eiximenis ci conferma questo nel capitolo 43 del Segon del Crestià (Secondo volume di Lo Crestià).

## Influenza nella città e Regno di Valencia
Senza esagerare, si può dire che questo libro influì di maniera decisiva nell'estensione del culto e la devozione degli angeli nella città di Valencia e nel Regno di Valencia. Lo stesso anno che il Llibre dels àngels fu scritto (1392), il Consell General de València (Consiglio Generale di Valencia, organo di governo municipale) accordò il 9 agosto la decorazione della Sala del Consell (Sala del Consiglio) con diverse figure, fra cui quella dell'angelo custode. Questo culto e devozione prosperò e si propagò negli anni posteriori. Ciò prova il fatto che in 1411 si compose un ufficio proprio dell'angelo custode di Valencia, che raccolgono qualche breviari di quell'epoca. In 1446 si cominciò a celebrare la festa annuale dell'angelo custode nella Cattedrale di Valencia, che si faceva con certi rituali.

## Edizioni digitali delLlibre dels Àngels

### Manoscritti
- Edizione nella Biblioteca Virtual Joan Lluís Vives (Biblioteca Virtuale Joan Lluís Vives) del Ms. 86 del Fondo di Riserva della Biblioteca della Università di Barcellona. (CA)

### Incunaboli
- Edizione nella Memòria Digital de Catalunya (Memoria Digitale della Catalogna) della edizione incunabola di Joan Rosembach (Barcellona, 21 giugno 1494). (CA)
- Edizione nella Biblioteca Digital Hispánica (Biblioteca Digitale Hispanica) dell'edizione incunabola della traduzione allo spagnolo, stampata da Fadrique de Basilea (Burgos, 15 ottobre 1490). (ES)
- Edizione nella Gallica (documenti e libri digitalizzati della Biblioteca nazionale di Francia) dell'edizione incunabola della traduzione al francese, stampata da Adam Steinschaber in Ginevra 24 marzo 1478. (FR)
- Edizione nella Biblioteca Digitale dell'Università di Liegi dell'edizione incunabola della traduzione al francese, stampata da Guillaume Le Roy in Lione 20 maggio 1486. (FR)

### Edizioni antiche
- Edizione nella Biblioteca Virtual Joan Lluís Vives (Biblioteca Virtuale Joan Lluís Vives) della traduzione allo spagnolo, stampata da Miguel de Eguía (Alcalá de Henares, 28 gennaio 1527). (ES)

### Edizioni moderne
- De Sant Miquel arcàngel, edizione del quinto trattato del Llibre dels Àngels. Introduzione, edizione e appendici da Curt Wittlin (Barcelona. Curial Edicions Catalanes. 1983. 177 pp). (CA)
- Edició crítica del 'Libre dels àngels' (1392) de Francesc Eiximenis. Catàleg de mss., índexs d'autors, bíblic i temàtic. Tesi doctoral de Sergi Gascón Urís (Universitat Autònoma de Barcelona. 1992, 931 pp.; ed. di  microfiche, UAB 1993). (CA)

### IlLlibre dels àngelsnelle opere complete in linea
- Opere complete di Francesc Eiximenis (in catalano ed in latino).